# Agalmyla immersinervia
Agalmyla immersinervia är en tvåhjärtbladig växtart som beskrevs av Olive Mary Hilliard och Brian Laurence Burtt. Agalmyla immersinervia ingår i släktet Agalmyla och familjen Gesneriaceae. Inga underarter finns listade i Catalogue of Life.